# Хида
Хида (на японски: 飛騨山脈, Hida Sanmyaku) е планински хребет в Япония, разположен в централната част на остров Хоншу. Простира се от юг на север на протежение около 140 km. Максималната височина е връх Яригатаке (3190 m), издигащ се в централната му част. На югоизток горното течение на река Кисо го отделя от хребета Кисо, на изток е ограничен от долината на река Сайгава (лява съставяща на Синано), на север със стръмни склонове достига до брега на Японско море, а на запад дълги и тесни напречни ридове го свързват с планината Рьохаку. Изграден е предимно от шисти, кварцити и варовици с палеозойска възраст, гранити и вулканични скали. Билните му части имат алпийски облик със следи от древни заледявания. Над основното било се извисяват вулканите Онтаке (3063 m), Норикура (3026 m), Якедаке (2458 m) и др. На запад от него е разположен големият тектонски разлом Фоса Магна. На север текат реките Такахара, Куробе, Химе, Адзуса и други от басейна на Японско море, а на юг – реките Кисо, Хида и други от басейна на Тихия океан. Високите части на склоновете му са покрити предимно с иглолистни гори (смърч, ела), а долните части – със смесени и широколистни гори. На територията на планината е създаден националният парк „Тубу-Сангаку“. Заради живописните ландшафти хребетът Хида често е наричан „Японските Алпи“. В района на град Камиока се разработват находища на оловно-цинкови руди.